# Viaduc de la Souleuvre
Le viaduc de la Souleuvre est un ouvrage ferroviaire désaffecté de la ligne Caen - Vire, aujourd'hui disparue. Il est situé sur la commune de Souleuvre en Bocage, au cœur du bocage normand, dans le Calvados.
Au cœur du paysage très vallonné de la Basse-Normandie, le franchissement de la vallée de la Souleuvre a imposé la construction de ce viaduc monumental qui domine le lit de la rivière d'une hauteur d'environ 60 mètres.

## Histoire et évolution

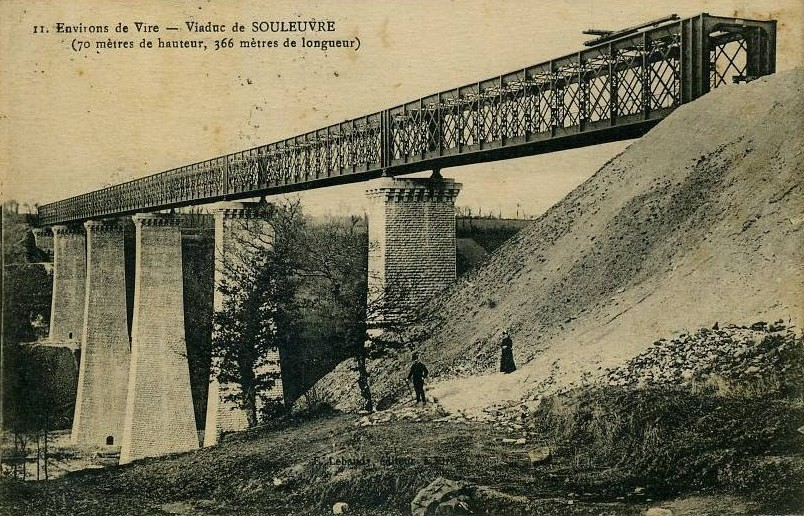
Vue générale.

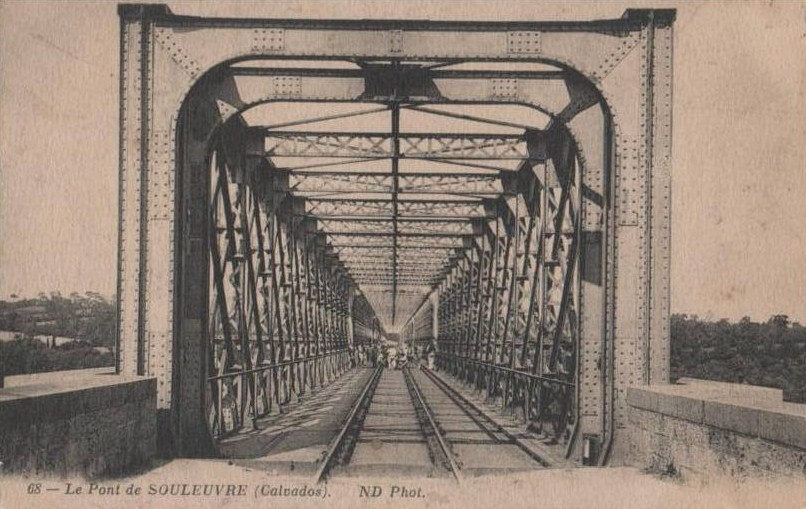
Entrée du pont.

Le viaduc a été construit de 1887 à 1889 selon les plans de Gustave Eiffel pour faire traverser par une voie unique de chemin de fer la vallée de la Souleuvre reliant Caen et Saint-Lô à Vire,. Il est alors situé sur les communes de La Ferrière-Harang et Carville (Souleuvre en Bocage depuis 2016).
Il fut légèrement endommagé durant la Seconde Guerre mondiale. Lors du dépôt de la voie ferrée, et aussi pour des raisons de sécurité, le tablier a été démonté en 1970. Les piliers en pierres maçonnées ont été conservés.

### Saut à l'élastique
En 1988, la société A. J. Hackett Bungy, fondée par l'entrepreneur néo-zélandais Alan John Hackett, est à la recherche d'un lieu afin de créer le premier centre de saut à l'élastique au monde, permanent et spécialement construit pour l'activité du saut à l’élastique.
La société découvre le lieu en novembre 1988, et en avril 1990, elle construit une passerelle suspendue de 140 m de long, sur la rive droite de la Souleuvre, côté La Ferrière-Harang, qui donne accès à une plate-forme de saut à l'élastique prenant appui sur l'une des piles de l'ancien viaduc, haute de 61 m et surplombant la rivière. Plusieurs types de variantes de saut ont été ensuite proposés, tels que le saut en "Elevator".
Des valorisations sportives existent également sur le viaduc de Glénic dans la Creuse et le viaduc de Villards-d'Héria dans le Jura.

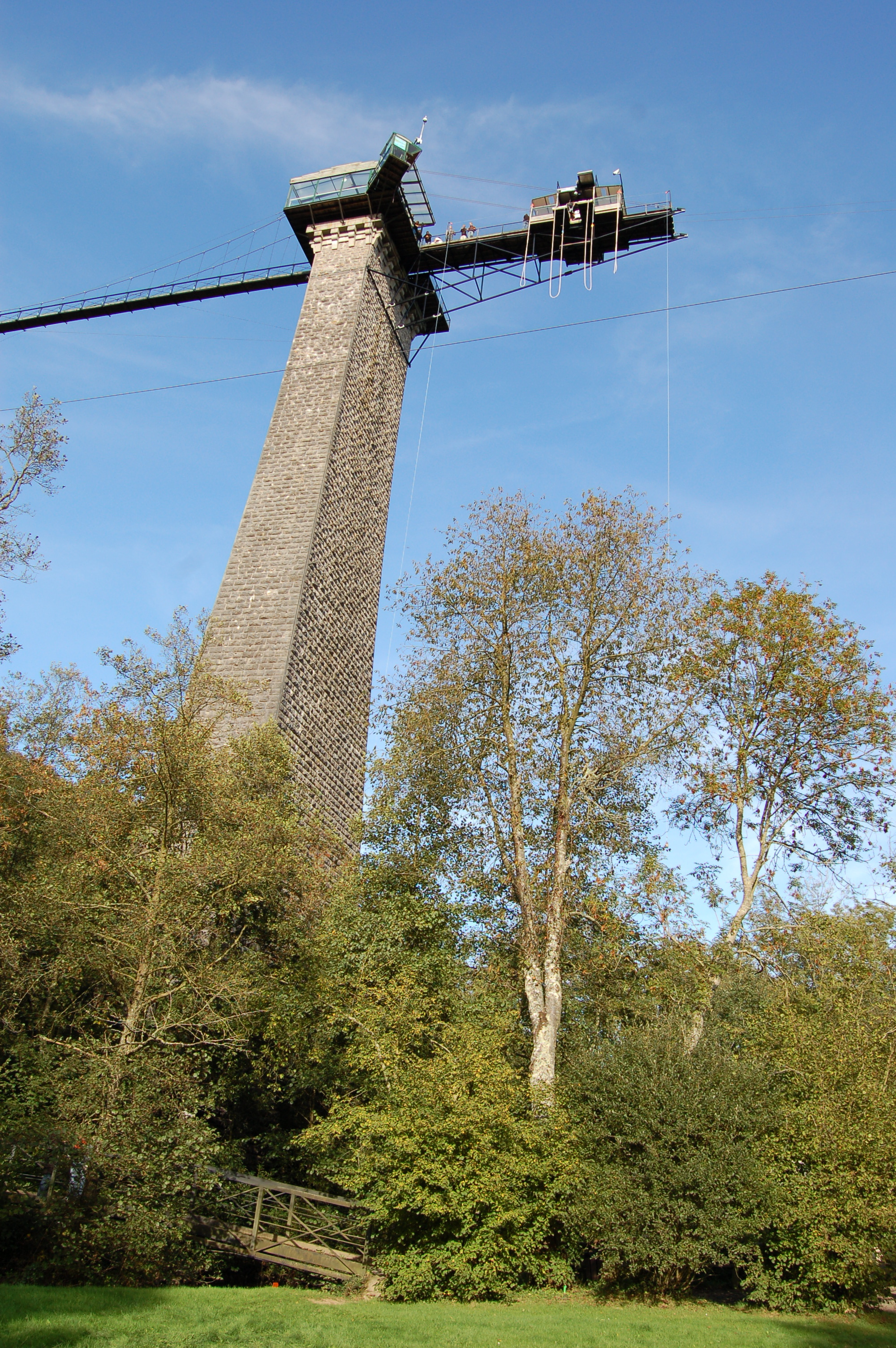
Pile du viaduc vue du bas.
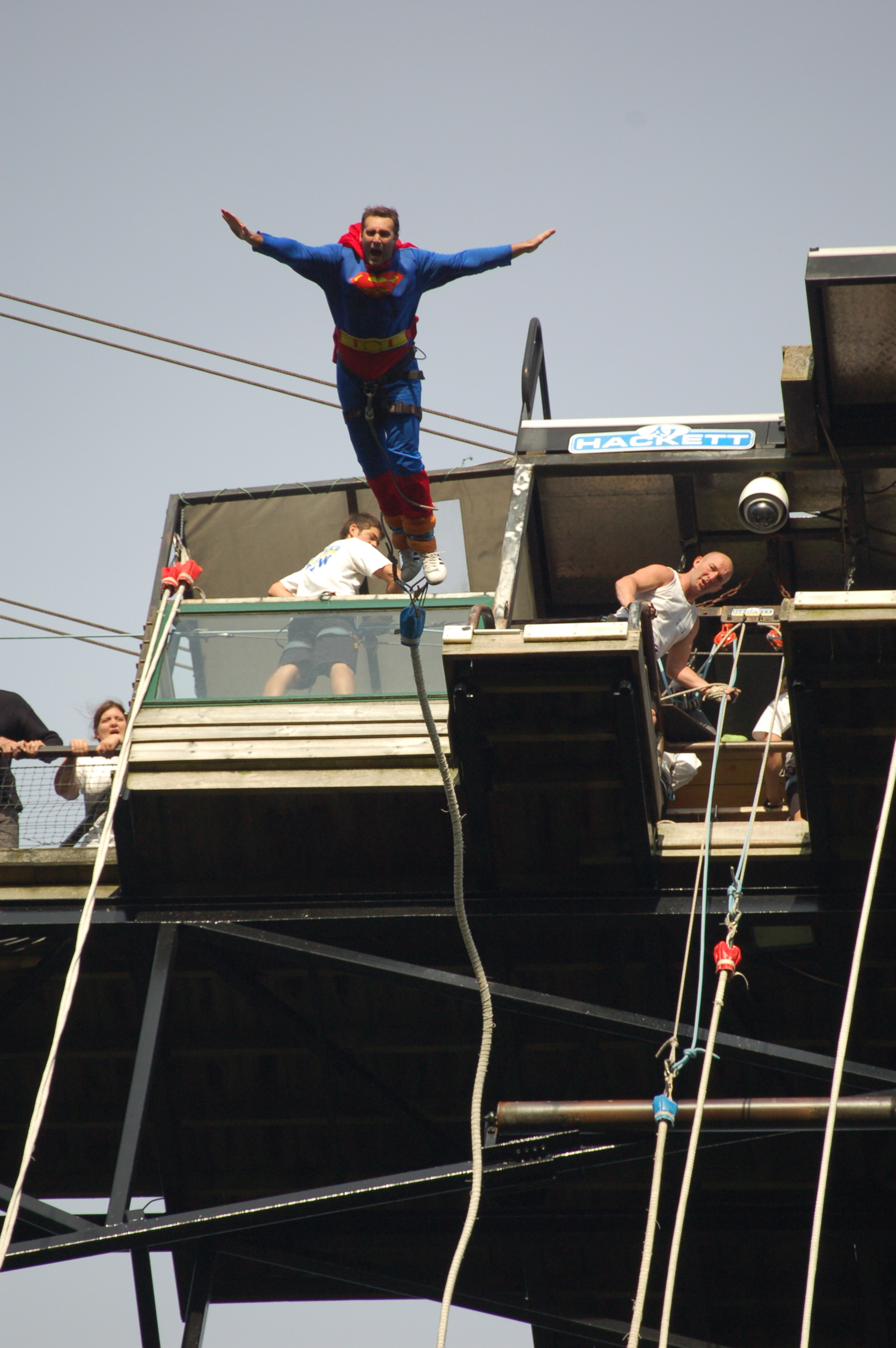
Plateforme de saut à l'élastique.
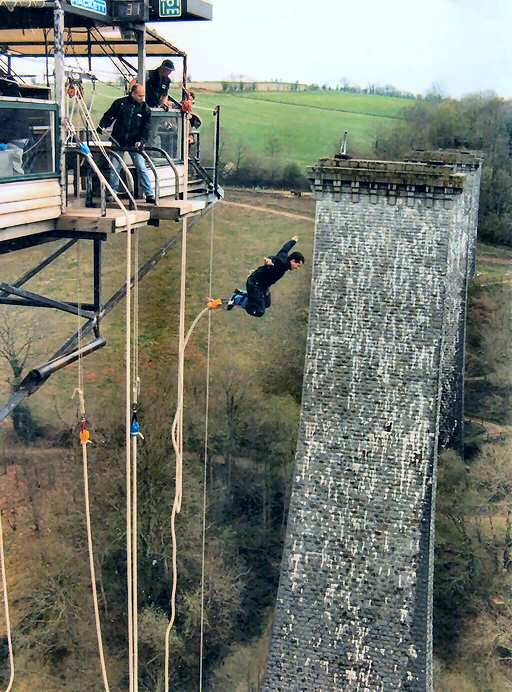
Pile du viaduc vue du haut.

### Activités acrobatiques
Au fil des années, d'autres activités acrobatiques similaires sont développées pour les personnes friandes d'adrénaline et de sensations :
- La tyrolienne géante, baptisée "Scable" et installée en 1999, proche de par sa pente d'une Taggle rope, sur une longueur de câble de 400 mètres en pouvant atteindre 100 km/h, mais restant toutefois plus douce que le saut à l'élastique ou pendulaire, constituant un bon compromis pour une première expérience.
- Le saut pendulaire, baptisé "balançoire géante" ou "Swing", depuis 2008, où un à trois passagers sont suspendus sur une sorte de trapèze montant presque jusqu'à hauteur du viaduc, puis chutant en balancier en tirant une poignée.
- Le saut pendulaire extrême, dit "Top Swing", ajouté en 2009, partant cette fois depuis les 61 mètres du haut du viaduc, atteignant 130 km/h en 3,5 secondes sur un arc de 150 mètres.
- Des sauts à l'élastique de nuit sont régulièrement proposés, le départ s'effectuant en obscurité totale, en demandant si possible au(x) sauteur(s) pour davantage de suspense, de ne pas crier...

### Autres activités à sensations
Quelques autres activités à sensations moins extrêmes au-dessous du viaduc, plus familiales et modérées à la portée de tous tels que les enfants et de prix plus modique s'y adjoignent :
- En début d'été 2013, le site accueille sur l'un des versants de la vallée une luge sur rail de 1 000 mètres de long[5].
- Depuis 2016, un parcours « Pieds nus » a vu le jour permettant aux petits et grands d'apprécier la vallée au travers de différentes textures et décors retraçant la Normandie.
- En 2022, la passerelle de saut est complétée d'un belvédère vitré, sol compris, destiné à surmonter la peur du vide : le Skycube[6].

## Architecture actuelle
Le viaduc est long de 364,20 m et haut de 62,50 m.

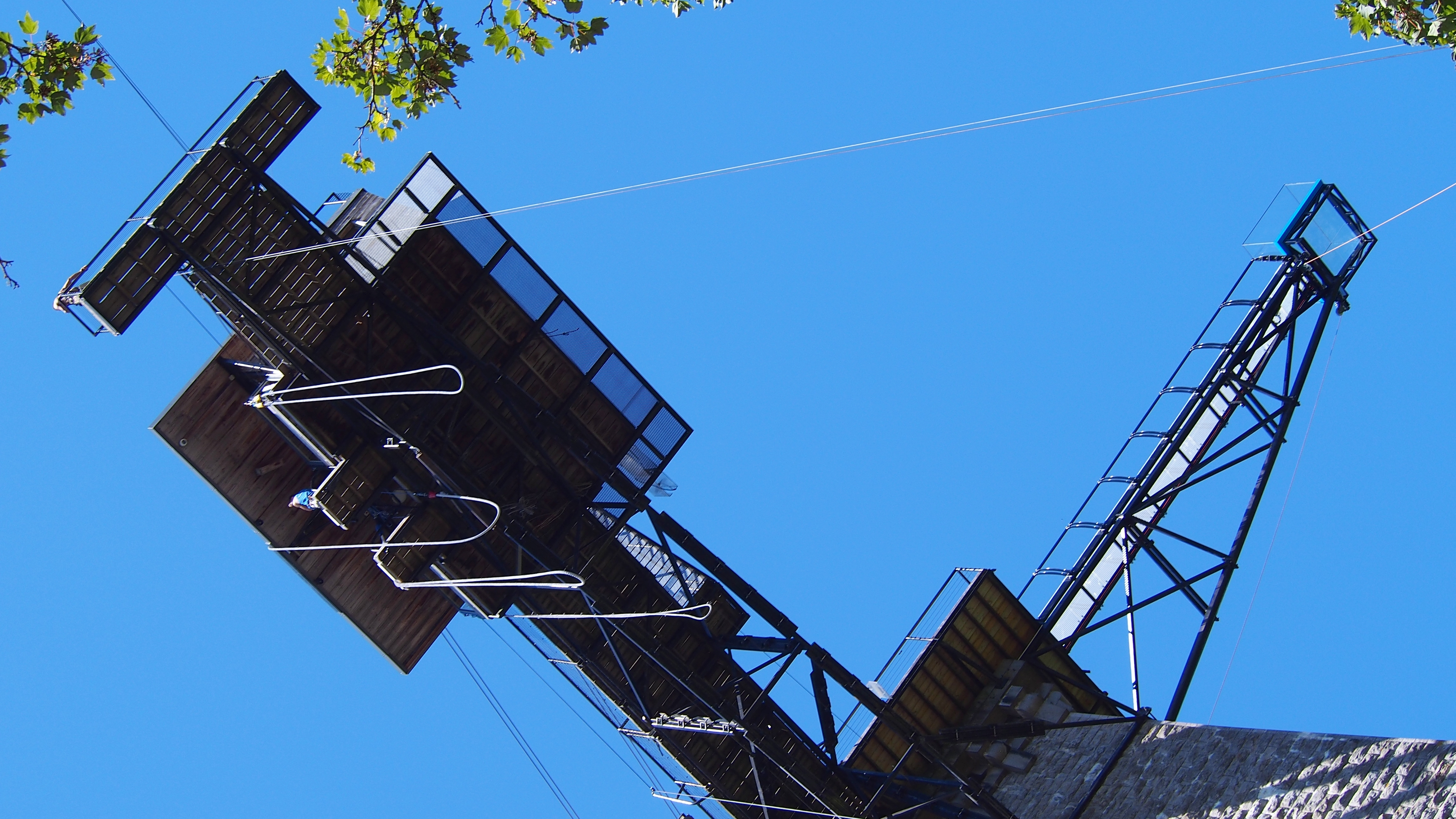
La passerelle avec le belvédère vitré.

Il est constitué de cinq piliers, soit 14 000 m3 de pierres de taille de 350 kg, en granite.

## Lieu de tournage
Le viaduc a servi de décor à la scène du saut à l'élastique dans Riens du tout de Cédric Klapisch, sorti en 1992.